# 粤宏远
东莞宏远工业区股份有限公司 （深交所：000573）是中国深圳证券交易所的一家上市公司，主营业务范围为房地产开发与经营业。
2011年，该公司主营业务收入为827640146.87元，公司净利润为56954086.97元，公司总资产为2511219848.73元。